# Parlamentsvalet i Nederländerna 2006

Valresultat

Nederländska parlamentsvalet 2006 ägde rum den 22 november 2006.
Premiärminister Jan Peter Balkenendes kristdemokratiska parti, CDA, blev största parti med 41 platser i parlamentet, vilket dock var en minskning med tre mandat. Regeringspartnern, det högerliberala partiet VVD, förlorade 6 mandat och höll 22 platser i parlamentet. Den största ökningen stod Socialistiska Partiet för som ökade med 17 mandat till 26 platser i parlamentet. Socialdemokratiska Arbetarpartiet förlorade 10 mandat men förblev fortfarande näst största parti med 32 mandat.
Högerpartiet PvV vann 9 mandat. Det socialliberala partiet Democraten 66 fick 3 mandat.  PvdD - "Partiet för djuren" erhöll 2 mandat, och blev därmed det första renodlade djurrättspartiet att ta plats i ett europeiskt parlament.

## Valresultat
Resultatet i valet till de 150 platserna i andra kammaren (Nederländska: Tweede Kamer) 22 november 2006
| Parti                                                                               | Partiledare          | Röster | Mandat | Röster % | Mandat % |
| ----------------------------------------------------------------------------------- | -------------------- | ------ | ------ | -------- | -------- |
| Christen-Democratisch Appèl (CDA)                                                   | Jan Peter Balkenende |        | 41     | 26,5     | 27,3     |
| Arbetarpartiet (Partij van de Arbeid, PvdA)                                         | Wouter Bos           |        | 33     | 21,2     | 21,3     |
| Socialistiska Partiet (Socialistische Partij, SP)                                   | Jan Marijnissen      |        | 25     | 16,6     | 17,3     |
| Folkpartiet för Frihet och Demokrati (Volkspartij voor Vrijheid en Democratie, VVD) | Mark Rutte           |        | 22     | 14,6     | 14,7     |
| Partiet för Frihet (Partij voor de Vrijheid, PVV)                                   | Geert Wilders        |        | 9      | 5,9      | 6,0      |
| GrönVänster (GroenLinks, GL)                                                        | Femke Halsema        |        | 7      | 4,6      | 4,7      |
| KristenUnion (ChristenUnie, CU)                                                     | André Rouvoet        |        | 6      | 4,0      | 4,0      |
| Democraten 66 (D66)                                                                 | Alexander Pechtold   |        | 3      | 2,0      | 2,0      |
| Partiet för Djuren (Partij voor de Dieren, PvdD)                                    | Marianne Thieme      |        | 2      | 1,8      | 1,3      |
| Reformerade politiska partiet (Staatkundig Gereformeerde Partij, SGP)               | Bas van der Vlies    |        | 2      | 1,6      | 1,3      |
| Total                                                                               | Total                |        | 150    |          | 100,0    |